# Drążno-Holendry
Drążno-Holendry – wieś w Polsce położona w województwie wielkopolskim, w powiecie konińskim, w gminie Krzymów.
Wieś królewska położona w II połowie XVI wieku w powiecie przedeckim województwa brzeskokujawskiego, należała do starostwa przedeckiego.
W latach 1975–1998 wieś należała administracyjnie do województwa konińskiego.
| SIMC    | Nazwa        | Rodzaj    |
| ------- | ------------ | --------- |
| 0289124 | Nowe Drążno  | część wsi |
| 0289130 | Roztoka      | część wsi |
| 0289147 | Stare Drążno | część wsi |